# Cururupu
Cururupu is een gemeente in de Braziliaanse deelstaat Maranhão. De gemeente telt 31.558 inwoners (schatting 2022).

## Geografie

### Aangrenzende gemeenten
De gemeente grenst aan Porto Rico do Maranhão, Mirinzal en Serrano do Maranhão.

### Beschermd bosgebied
- Reserva Extrativista de Cururupu